# Ilsenburg
Ilsenburg (pronunciación en alemán: /ˈɪlzn̩ˌbʊʁk/ⓘ) es un municipio situado en el distrito de Harz, en el estado federado de Sajonia-Anhalt (Alemania), a una altitud de 270 metros. Su población a finales de 2015 era de unos 9500 habitantes y su densidad poblacional, 150 hab/km².